# Sukhmalpur Nizamabad
Sukhmalpur Nizamabad è una suddivisione dell'India, classificata come census town, di 35.327 abitanti, situata nel distretto di Firozabad, nello stato federato dell'Uttar Pradesh.